# Киреев, Максим Игоревич
Максим Игоревич Киреев (бел. Максім Ігаравіч Кірэеў; род. 9 июля 2004, Брюссель) — бельгийский и белорусский футболист, полузащитник клуба «Льерс» и национальной сборной Беларуси.

## Карьера
Воспитанник футбольной академии бельгийского «Андерлехта», который покинул летом 2022 года. В мае 2023 года на правах свободного агента перешёл в бельгийский «Льерс». Дебютировал за клуб 12 августа 2023 года в матче против клуба «Клуб НКСТ», выйдя на поле в стартовом составе. Дебютный гол за клуб забил 2 марта 2024 года в матче против клуба «Франкс Бора». В мае 2024 года клуб продлил контракт на 3 года. В начале февраля 2025 года подписал четырёхлетний контракт с нидерландским клубом «Виллем II». Сумма трансфера составила порядка 800 тысяч евро. В конце февраля 2025 года из-за травмы выбыл до конца сезона. В начале июня 2025 года «Виллем II» отказался от трансфера игрока из-за вылета в Первый дивизион, что накладывает финансовые ограничения на клуб. Вскоре бельгийские СМИ сообщали об интересе к игроку со стороны бельгийского клуба «Зюлте-Варегем». В конце июня 2025 года Киреев был прооперирован и, как сообщили в пресс-службе, остаётся в «Льерсе».

## Международная карьера
Начинал международную карьеру в составе юношеской бельгийской сборной до 15 лет. В сентябре 2022 года получил вызов в юношескую сборную Беларуси до 19 лет для участия в квалификационных матчах юношеского чемпионата Европы. Дебютировал за сборную 21 сентября 2022 года в матче против сборной Словакии.
В марте 2024 года получил вызов в национальную сборную Беларуси. Дебютировал за сборную 21 марта 2024 года в товарищеском матче против сборной Черногории, заменив на 63 минуте Дениса Лаптева.

#### Статистика матчей за национальную сборную
| Матчи Киреева за сборную Беларуси | Матчи Киреева за сборную Беларуси | Матчи Киреева за сборную Беларуси | Матчи Киреева за сборную Беларуси | Матчи Киреева за сборную Беларуси | Матчи Киреева за сборную Беларуси  | Матчи Киреева за сборную Беларуси |
| --------------------------------- | --------------------------------- | --------------------------------- | --------------------------------- | --------------------------------- | ---------------------------------- | --------------------------------- |
| №                                 | Дата                              | Соперник                          | Счёт                              | Голы                              | Соревнование                       |                                   |
| 1                                 | 21 марта 2024 года                | Черногория                        | 0:2                               | —                                 | Товарищеский матч                  |                                   |
| 2                                 | 26 марта 2024 года                | Мальта                            | 0:0                               | —                                 | Товарищеский матч                  |                                   |
| 3                                 | 7 июня 2024 года                  | Россия                            | 0:4                               | —                                 | Товарищеский матч                  |                                   |
| 4                                 | 11 июня 2024 года                 | Израиль                           | 0:4                               | —                                 | Товарищеский матч                  |                                   |
| 5                                 | 5 сентября 2024 года              | Болгария                          | 0:0                               | —                                 | Лига наций УЕФА 2024/25 (Группа C) |                                   |
| 6                                 | 8 сентября 2024 года              | Люксембург                        | 1:0                               | —                                 | Лига наций УЕФА 2024/25 (Группа C) |                                   |

 Итого по официальным матчам: 6 матчей ; 1 победа, 2 ничьи, 3 поражения.

## Статистика выступлений
| Выступление      | Выступление         | Выступление      | Лига | Лига | Кубки | Кубки | Конт. кубки | Конт. кубки | Прочие | Прочие | Итого | Итого |
| Клуб             | Лига                | Сезон            | Игры | Голы | Игры  | Голы  | Игры        | Голы        | Игры   | Голы   | Игры  | Голы  |
| ---------------- | ------------------- | ---------------- | ---- | ---- | ----- | ----- | ----------- | ----------- | ------ | ------ | ----- | ----- |
| Льерс            | Челленджер Про Лига | 2023/24          | 18   | 2    | 2     | 0     | 0           | 0           | 0      | 0      | 20    | 2     |
| Льерс            | Челленджер Про Лига | 2024/25          | 17   | 3    | 0     | 0     | 0           | 0           | 0      | 0      | 17    | 3     |
| Льерс            | Итого               | Итого            | 39   | 6    | 2     | 0     | 0           | 0           | 0      | 0      | 41    | 6     |
| Всего за карьеру | Всего за карьеру    | Всего за карьеру | 39   | 6    | 2     | 0     | 0           | 0           | 0      | 0      | 41    | 6     |